# Вахау (Саксонија)
Вахау (њем. Wachau) општина је у њемачкој савезној држави Саксонија. Једно је од 63 општинска средишта округа Бауцен. Према процјени из 2010. у општини је живјело 4.447 становника. Посједује регионалну шифру (AGS) 14625600.

## Географски и демографски подаци
Вахау се налази у савезној држави Саксонија у округу Бауцен. Општина се налази на надморској висини од 223 метра. Површина општине износи 38,1 km². У самом мјесту је, према процјени из 2010. године, живјело 4.447 становника. Просјечна густина становништва износи 117 становника/km².